# 和音美桜
和音 美桜（かずね みおう、1983年4月21日 - ）は、日本の女優・歌手。元宝塚歌劇団宙組の娘役。
大阪府大阪市、甲南女子中学校出身。身長160cm。愛称は「たっちん」。
所属事務所はレディバード。

## 来歴
1999年、宝塚音楽学校入学。
2001年、宝塚歌劇団に87期生として入団。入団時の成績は8番。宙組公演「ベルサイユのばら2001」で初舞台。その後、宙組に配属。
優れた歌唱力で早くから注目を集め、2004年の「ウエストサイドストーリー」に外部出演し、ヒロインのマリアを演じる。
2005年の「Le Petit Jardin」でバウホール公演初ヒロイン。
2006年、貴城けい・紫城るいトップコンビ大劇場お披露目であり退団公演ともなる「維新回天・竜馬伝!」で、新人公演初ヒロイン。併演のショー「ザ・クラシック」では初のエトワールを務める。
2007年の「THE SECOND LIFE」で2度目のバウホール公演ヒロイン。
2008年の「黎明の風」で、トップ娘役・陽月華の突然の休演に伴い、急遽代役に抜擢を受け、大劇場公演ヒロインを演じる。続くバウ・ワークショップ「殉情」で、3度目のバウホール公演ヒロイン。
実力派娘役として更なる活躍が期待されたが、同年12月27日、「Paradise Prince／ダンシング・フォー・ユー」東京公演千秋楽をもって、宝塚歌劇団を退団。
退団後は舞台・コンサートを中心に芸能活動を再開。
2017年に俳優の吉原光夫と結婚し、2019年に第一子を出産したことを報告している。

## 人物
実妹は同じく女優で宝塚OGでもある琴音和葉である。

## 宝塚歌劇団時代の主な舞台

### 初舞台
- 2001年4 - 5月、宙組『ベルサイユのばら2001-フェルゼンとマリー・アントワネット編-』（宝塚大劇場）[10]

### 宙組時代
- 2001年6 - 8月、『ベルサイユのばら2001-フェルゼンとマリー・アントワネット編-』（東京宝塚劇場）
- 2001年9月、『フィガロ!』（バウホール・日本青年館）
- 2001年11 - 2002年3月、『カステル・ミラージュ』『ダンシング・スピリット!』
- 2002年4 - 5月、『カステル・ミラージュ』『ダンシング・スピリット!』（全国ツアー）
- 2002年7 - 11月、『鳳凰伝』 - 新人公演：ペルシャ王子（本役：美羽あさひ）『ザ・ショー・ストッパー』
- 2002年12 - 2003年1月、『聖なる星の奇蹟-いつか出会う君に-』（ドラマシティ・赤坂ACTシアター）
- 2003年2 - 6月、『傭兵ピエール』 - 新人公演：ヴィベット（本役：花影アリス）『満天星大夜總会』 トリプルエトワール
- 2003年8月、『里見八犬伝』（バウホール・日本青年館） - 犬坂毛野
- 2003年10 - 2004年2月、『白昼の稲妻』 - アニエス、新人公演：ジルダ（本役：美羽あさひ）『テンプテーション!』
- 2004年3月、『BOXMAN-俺に破れない金庫などない-』（日本青年館・ドラマシティ）
- 2004年5 - 8月、『ファントム』 - 幼いエリック、新人公演：ベラドーヴァ（本役：音乃いづみ）
- 2005年6月、『Le Petit Jardin（ル プティ ジャルダン）』（バウホール） - セシル バウ初ヒロイン[8]
- 2005年8 - 11月、『炎にくちづけを』 - ブーラー、新人公演：アズチューナ（本役：一樹千尋）『ネオ・ヴォヤージュ』
- 2006年1月、『不滅の恋人たちへ』（バウホール） - ポリーヌ
- 2006年3 - 7月、『NEVER SAY GOODBYE』 - ラ・パッショナリア、新人公演：アニータ（本役：毬穂えりな）
- 2006年8月、『UNDERSTUDY』（バウホール） - ジュリア・ハサウェイ
- 2006年11 - 2007年2月、『維新回天・竜馬伝!』 - 千葉佐那子、新人公演：お竜（本役：紫城るい）『ザ・クラシック』 新人公演初ヒロイン、初エトワール[10][9]
- 2007年3 - 4月、『A／L（アール）-怪盗ルパンの青春-』（ドラマシティ・日本青年館・中日劇場） - エヴァ
- 2007年6 - 9月、『バレンシアの熱い花』 - マルガリータ、新人公演：セレスティーナ侯爵夫人（本役：邦なつき）『宙 FANTASISTA!』 Wエトワール
- 2007年11月、『THE SECOND LIFE』（バウホール） - ルシア バウヒロイン[11][10]
- 2008年2 - 5月、『黎明（れいめい）の風』 - 白洲正子『Passion 愛の旅』 大劇場ヒロイン[10]
- 2008年6 - 7月、『殉情（じゅんじょう）』（バウホール） - 春琴 バウWSヒロイン[11][10]
- 2008年9 - 12月、『Paradise Prince（パラダイス プリンス）』 - アンジェラ『ダンシング・フォー・ユー』 退団公演、エトワール[3][7][10]

### 外部出演
- 2004年12 - 2005年1月、『ウエストサイドストーリー』（青山劇場・大阪厚生年金会館） - マリア ヒロイン[6][7][10]

### 出演イベント
- 2001年9月、『ベルサイユのばら メモランダム』
- 2002年8 - 9月、水夏希ディナーショー『SOUL-煽動する魂-』[13]
- 2002年11月、『アキコ・カンダレッスン発表会』
- 2003年11 - 12月、初風緑コンサート『Carmine-カーマイン-』[14]
- 2004年10月、エンカレッジ・スペシャルコンサート『Angel in Harmony』
- 2005年4月、TCAスペシャル2005『Beautiful Melody Beautiful Romance』
- 2005年12月、『花の道 夢の道 永遠の道』
- 2006年9月、TCAスペシャル2006『ワンダフル・ドリーマーズ』
- 2006年9月、『宙組エンカレッジ・コンサート』[15]
- 2007年9月、『TAKARAZUKA SKY STAGE5th Anniversary Special』
- 2008年8月、第4回『イゾラベッラ サロンコンサート』 主演

## 宝塚歌劇団退団後の主な活動

### 舞台
- 2009年4月、『Rokujo－源氏物語-六条御息所-より－』（草月ホール）
- 2010年1月、『ウーマン・イン・ホワイト』（青山劇場/シアターBRAVA!） - 白いドレスの女
- 2010年3月 - 4月、『CLUB SEVEN 6th stage!』（天王洲 銀河劇場）
- 2011年4月 - 6月、ミュージカル『レ・ミゼラブル』（帝国劇場） - ファンテーヌ
- 2011年7月 - 8月、ミュージカル『三銃士』（帝国劇場） - コンスタンス
- 2012年7月、ミュージカル『ルドルフ・ザ・ラストキス』（帝国劇場） - マリー・ヴェッツェラ
- 2012年9月- 10月、ミュージカル『デュエット』（シアタークリエ他） - ソニア・ウォルクス
- 2013年4月 - 11月、ミュージカル『レ・ミゼラブル』（帝国劇場他） - ファンテーヌ
- 2014年4月 - 5月、ミュージカル『レディ・ベス』（帝国劇場他） - アン・ブーリン
- 2015年4月 - 9月、ミュージカル『レ・ミゼラブル』（帝国劇場他） - ファンテーヌ
- 2015年10月、ミュージカル『パッション』（新国立劇場中劇場） - クララ[16]
- 2016年4月、朗読劇『私の頭の中の消しゴム』 8th letter（天王洲 銀河劇場） - 薫[17]
- 2016年12月、ミュージカル『プリシラ』（日生劇場） - マリオン
- 2017年5月 - 10月、ミュージカル『レ・ミゼラブル』（帝国劇場 他） - ファンテーヌ
- 2017年10月 - 11月、ミュージカル『レディ・ベス』（帝国劇場 他） - アン・ブーリン
- 2018年1月 - 2月、ミュージカル『マタ・ハリ』（梅田芸術劇場メインホール 他） - アンナ
- 2018年5月 - 6月、ミュージカル『モーツァルト!』（帝国劇場 他） - ナンネール
- 2021年4月 - 6月、ミュージカル『モーツァルト!』（帝国劇場 他） - ナンネール

### ドラマ
- 2017年4月27日、緊急取調室 2話（テレビ朝日） - 桜井加代[18]

### 吹き替え
- 2024年12月20日、『ライオン・キング:ムファサ』 - アフィア〈アニカ・ノニ・ローズ〉[19]